# Remexido
Remexido o Remechido (como se escribía en el siglo XIX), nombre por que fue conocido José Joaquim de Sousa Reis (Estômbar, 19 de octubre de 1796 - Faro, 2 de agosto de 1838) fue un funcionario público, terrateniente y célebre guerrillero algarvio, que nació en el Algarve en 1796, en Estombar. 

## Historia
Se casó en São Bartolomeu de Messines. Se debe, aliás, a su casamiento, el nombre por que fue conocido, ya que se reveló (remexeu) contra su tutor, que le prohibía el casamiento. Era un hombre de posesiones, capitán de ordenanzas, además de ejercer la función de recibidor del ayuntamiento. Sirviendo a D. Miguel, y lado a lado con el brigadier Cabreira, derrotó el famoso Sá de la Bandera en la batalla de Sant’ Ana. Se encontraba en la época de la guerra civil, entre liberales y miguelistas. 
Cuando el primer duque de la Tercera invadió el Algarve, en el transcurso de la guerra civil portuguesa, el Remexido se escondió en la sierra algarvia, donde, recorriendo a una táctica de guerrilla y apoyado por serranos, venció sistemáticamente las tropas gubernamentales. Diversos crímenes fueron cometidos en su nombre y rápidamente se tornó una leyenda de temor que se propagó hasta al Alentejo. No obstante, estudios recientes parecen exonerarlo de tales crímenes y acciones ignominiosas.
De hecho, en el final de la guerra, en lugar de le concedieron el perdón a que, en los términos de la Convención de Évora-Monte, tenía derecho, las nuevas autoridades liberales le quemaran la casa, le pegaran públicamente a mujer con la palma (castigo común en la época atribuido en las prostitutas) por no revelar donde él se encontraba escondido y, por fin, le mataron un hijo de 14 años. Vengándose contra tal crueldad, se vengó como podía y jamás se entregó, manteniendo su acción de guerrilla también durante varios años. Procuraba castigar los que los perseguían, pero perdonaba a los soldados que le caían en las manos, porque desempeñaban un servicio que eran obligados a hacer. Por fin, fue capturado, llevado a Consejo de Guerra y fuzilado en Faro. Juzgado por un Consejo poco simpatizante de la "causa miguelista", y mismo habiéndole a reina D. Maria II concedido el perdón, tal orden no fue cumplida y lo fusilaron por intereses políticos y personales.